# Peter Wolf
Peter Wolf, właśc. Peter Blankfield (ur. 7 marca 1946 w Nowym Jorku) – amerykański muzyk rockowy, artysta estradowy, w latach 1967–1983 wokalista zespołu The J. Geils Band.
Jest absolwentem High School of Music & Art w Nowym Jorku oraz School of the Museum of Fine Arts at Tufts w Bostonie. W latach 1967–1983 występował z zespołem The J. Geils Band. Karierę solową rozpoczął w 1983. W 1984 nagrał przebój "Lights Out", który osiągnął pozycję 12. Billboard Hot 100. Piosenkarz wydał solowe albumy: Lights Out (1984), Come As You Are (1987), Up to No Good (1990), Long Line (1996), Fool's Parade (1998), Sleepless (2002), Midnight Souvenirs (2010), A Cure for Loneliness (2016).